# Lindolfo Acosta
Lindolfo Acosta fue un futbolista paraguayo que brilló en el fútbol argentino jugando para San Lorenzo de Almagro, equipo con el que jugó 134 partidos y convirtió 37 goles entre 1921 y 1927 y con quien se consagró campeón en los años 1923, 1924 y 1927, época de amateurismo en el fútbol de ese país. En 1925 pasó por Nueva Chicago y formó parte del equipo que fue subcampeón de Primera División.